# Batalha de Samarra (2014)
Batalha de Samarra ocorre em 2014 durante a Guerra Civil Iraquiana.

## Desenvolvimento
Em 5 de junho de 2014 os jihadistas do Estado Islâmico atacaram a cidade iraquiana de Samarra, adentrando pelo leste e pelo oeste da cidade durante a noite e assumindo o controle da prefeitura e da universidade, onde hasteiam sua bandeira negra. Os insurgentes também tomam as duas maiores mesquitas de Samarra e chegam a menos de dois quilômetros da Mesquita de Al-Askari, o santuário do xiismo, fortemente defendido pelas forças de segurança iraquianas.
Os atacantes chegam com dezenas de veículos e atacam os postos de segurança e as delegacias, nove policiais são mortos e 45 pessoas são feridas. Outro grupo avança sobre a residência de Abdul-Karim al-Samarraie, ministro da Ciência e Tecnologia, e mata três dos seus guardas. Os insurgentes então abandonam o local quando constatam que o ministro não está presente.
Sob o controle de vários bairros, os jihadistas anunciam a "libertação" da cidade através de alto-falantes e apelam aos habitantes locais para se revoltarem contra o governo xiita de Bagdá.
Mas algumas horas depois, o exército iraquiano comandado pelo major-general Sabah al-Fatlawi contra-atacou. Helicópteros intervêm e bombardeiam as posições do Estado Islâmico. No final do dia, o exército recupera o controle de toda a cidade.
Segundo o exército iraquiano, dezenas de jihadistas foram mortos nos combates. O general Sabah al-Fatlawi afirma que 80 insurgentes foram mortos. De acordo com um comandante da polícia e um médico, doze membros das forças de segurança morreram.